# هلیامفرا آنسیناتا
هلیامفرا آنسیناتا (نام علمی: Heliamphora uncinata) نام یک گونه از رده دولپه‌ای‌ها است.